# Морозовский, Владимир Тихонович
Владимир Тихонович Морозовский (3 октября 1916, Гельсингфорс — 10 ноября 1975) — советский военный инженер, учёный в области авиационной электротехники, доктор технических наук, профессор, лауреат премии им. П. Н. Яблочкова Академии наук СССР (1961).

## Биография
Родился 03.10.1916 в г. Хельсинки. Окончил Лосиноостровскую семилетнюю школу (1931), ФЗУ при Мытищинском вагоностроительном заводе (1931—1933), рабфак при МГУ (1933—1934, одновременно работал строгальщиком в Дорожных мастерских пути Ярославской железной дороги) и Московский энергетический институт (1934—1940). В период 1940—1941 годов — аспирант на кафедре электротехники МЭИ.
После начала войны призван в армию, служил в должностях радиотехника, радиоинженера, начальника радиоцентра армии на Западном, Волховском и 3-м Прибалтийском фронтах. 
С января 1945 г. в Военно-воздушной инженерной академии им. Н. Е. Жуковского. Окончив адъюнктуру и защитив кандидатскую диссертацию (1948) работал преподавателем, ставшим преподавателем, доцентом и профессором кафедры «Электрификация летательных аппаратов».
Доктор технических наук (1964), профессор (1965).
С 1972 г. после увольнения с военной службы — профессор кафедры «Электротехника и авиационное электрооборудование» Московского института инженеров гражданской авиации.
Владимир Тихонович Морозовский трагически погиб 10 ноября 1975 года.

## Награды и звания
- Два ордена Красной Звезды (1944, 1956)
- Медали «За боевые заслуги» (1942), «За победу над Германией в Великой Отечественной войне 1941–1945 гг.» (1945)
- Премия им. П. Н. Яблочкова (1961) — за второе издание трёхтомной монографии «Электрификация самолетов» (совместно с В. С. Кулебакиным, И. М. Синдеевым и В. Д. Нагорским)[3].